# Engenharia florestal
Engenharia florestal ou engenharia silvícola é o ramo da engenharia que visa à produção de bens oriundos da floresta ou de cultivos florestais, através do manejo de áreas florestais para suprir a demanda por seus produtos.
Tradicionalmente, o campo de trabalho restringia-se às grandes indústrias de carvão, celulose e madeira serrada. Hoje, com a certeza de que a humanidade depende do ambiente em que vive, esta profissão ganhou importância em outros setores. Nas agências governamentais, trabalha para manter as áreas protegidas e fiscalizar o uso das áreas utilizadas pela iniciativa privada. Nas agências de certificação, cria meios para que os consumidores conheçam o comportamento das empresas florestais em relação ao ambiente. Como consultor independente, alavanca a formação de culturas florestais em pequenas, médias e grandes propriedades florestais, gerando benefícios para as pequenas comunidades e para a sociedade em geral. Porém as áreas de atuação não se limitam a estasː elas continuam crescendo.
O ensino florestal de nível superior começou na Alemanha, na Academia Florestal de Tharandt, criada em 1811. A essa iniciativa, seguiram-se outras em países na Europa. Em Portugal, o ensino superior florestal iniciou-se em 1864, com a criação do curso de silvicultura no então Instituto Geral de Agricultura, em Lisboa; mais tarde, com a implantação da República, é em 1911 criado o Instituto Superior de Agronomia, com o curso de engenheiro silvicultor. Aquando do estabelecimento do ensino superior nas províncias ultramarinas, já na década de 1960, são criados cursos superiores de silvicultura em Angola e Moçambique. No Brasil, o curso superior de engenharia florestal foi criado em 1960 na cidade de Viçosa, em Minas Gerais, mas foi transferido para a cidade de Curitiba, no Paraná, no final de 1963.

## Atuação do engenheiro florestal

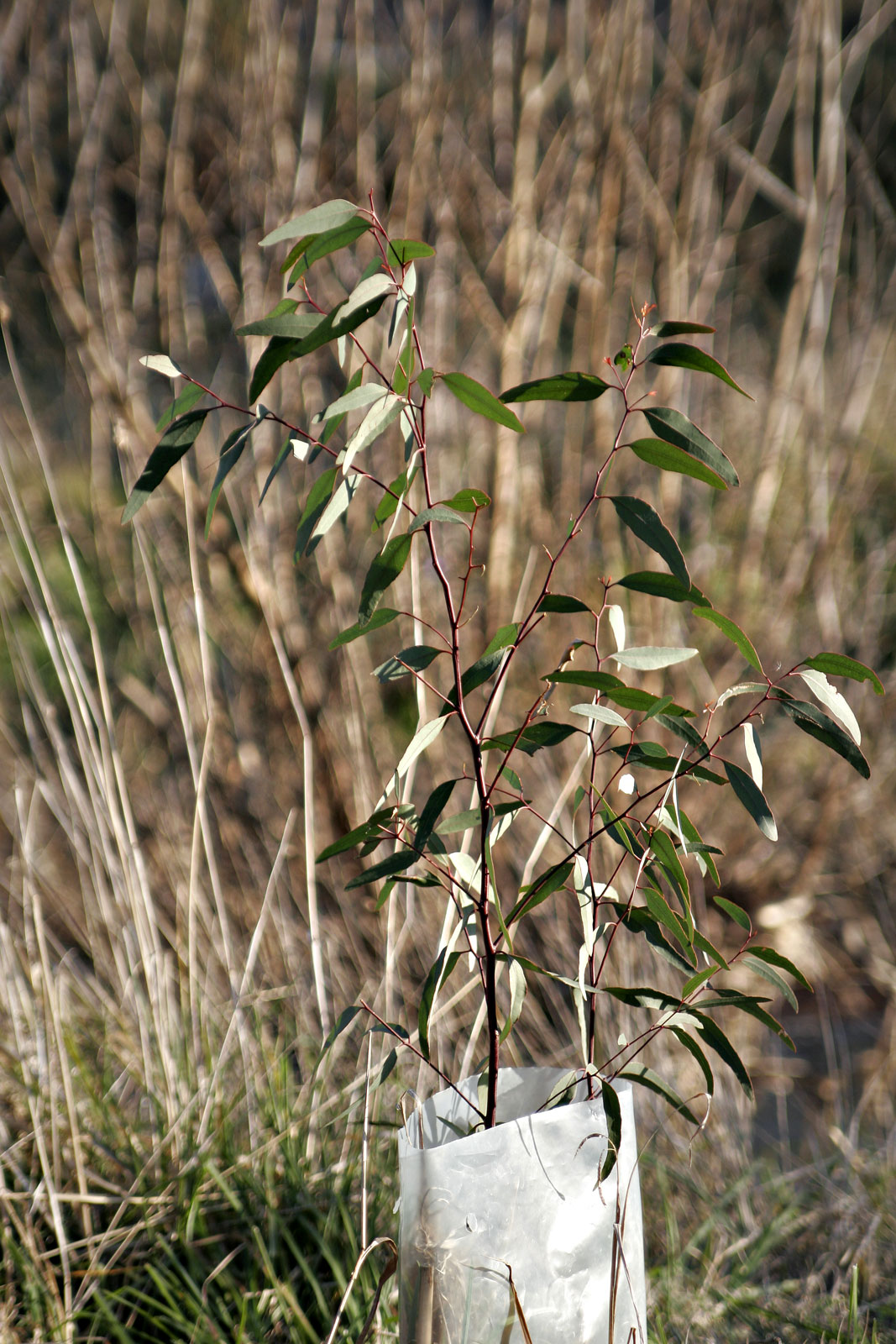
Muda de eucalipto usada em plantações florestais.

### Silvicultura
O engenheiro florestal ou engenheiro silvicultor possui a capacidade de gestão da produção florestal através da silvicultura. Para tanto, conhecimentos profundos nas áreas de engenharia econômica e gestão da produção, bem como em diversas áreas da administração, são necessárias.

### Manejo Florestal
O termo "manejo" pode ser definido como sendo o gerenciamento dispensado a um povoamento florestal, o qual interfere nas condições ambientais em prol do desenvolvimento da floresta, ou de um cultivo florestal, ou também como sendo a administração de uma empresa florestal. Relaciona-se à administração dos benefícios diretos e indiretos proporcionados pela floresta ou pela cultura florestal. O manejo de florestas, ou de cultivos florestais, deve englobar um conjunto de procedimentos e técnicas que assegurem:
1. a permanente capacidade das árvores para oferecer produtos e serviços, diretos e indiretos;
2. a capacidade de regeneração natural;
3. a capacidade de manutenção da biodiversidade;
4. a sustentabilidade econômica, sociocultural e ambiental.

### Gestão Ambiental
Tem um conceito muito amplo, mas, na área da engenharia florestal, relaciona-se ao desenvolvimento sustentável da produção rural e o meio ambiente. O objetivo maior da gestão ambiental deve ser a busca permanente de melhoria da qualidade ambiental dos serviços, produtos e ambiente de trabalho de qualquer organização pública ou privada. A engenharia florestal atua nas atividades das unidades de conservação, principalmente em órgãos públicos, como o Instituto Ambiental do Paraná.

### Tecnologia de Produtos Florestais
O engenheiro florestal também atua na interface entre a produção de bens florestais (madeireiros e não madeireiros) e o seu processamento, analisando a influência da qualidade da matéria-prima produzida na floresta e nas culturas florestais sobre o seu processamento industrial e sobre a qualidade dos produtos obtidos. Entre os produtos madeiráveis, destacam-se a madeira para serraria, celulose, madeira tratada etc. Entre os não madeireiros, destacam-se óleos essenciais, extrativos químicos, ecoturismo etc.

## Engenharia Florestal no Brasil

### História

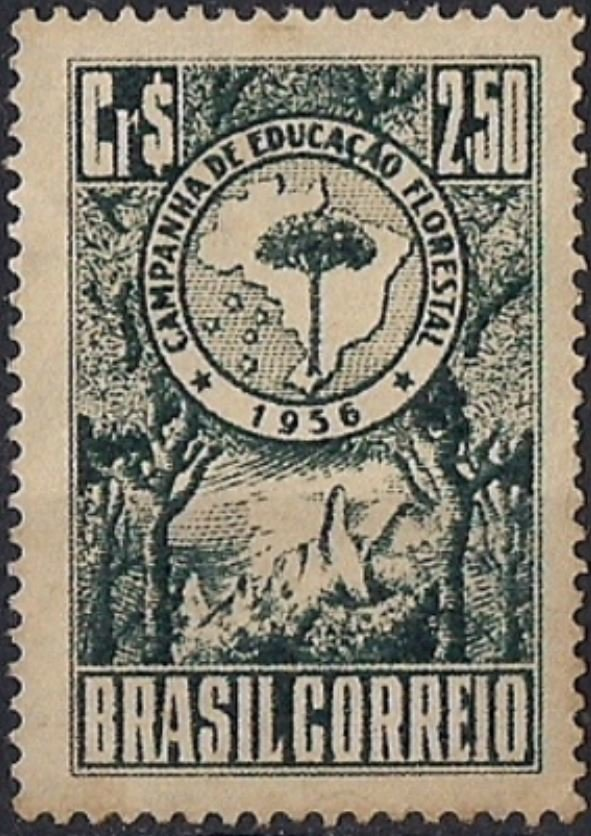
Selo da antiga Companhia de Educação Florestal.

Em 1960, foi criada a Escola Nacional de Florestas, primeira do ramo no Brasil, instalada primeiramente em Viçosa, em Minas Gerais, e transferida para Curitiba, no Paraná em 14 de novembro de 1963ː atualmente, é o curso de Engenharia Florestal da Universidade Federal do Paraná - UFPR. No mesmo ano de 1963, foi criada a Escola Superior de Florestas em Viçosa, atualmente o curso de Engenharia Florestal da Universidade Federal de Viçosa. O período inicial de funcionamento do curso, de 1961 a 1969, foi caracterizado pela existência do Convênio de Assistência das Nações Unidas, através da Organização das Nações Unidas para Alimentação e Agricultura, conhecido como "Projeto 52". De 1971 a 1982, vigorou, em Curitiba, o Convênio de Cooperação Técnica entre a Universidade Federal do Paraná e a Universidade Albert-Ludwig, em Freiburg na Alemanha. Foi durante este período que houve um efetivo desenvolvimento da Faculdade de Florestas de Curitiba em ensino, pesquisa e extensão florestal, incluindo a criação em 1973 do primeiro curso de pós-graduação a nível de mestrado em engenharia florestal do Brasil. Posteriormente, em 1982, foi, também, criado o primeiro curso a nível de doutorado em engenharia florestal do Brasil.

### Graduação
O curso de engenharia florestal é, a princípio, dividido em três grandes áreas de conhecimento/atuaçãoː a área silvícola, a área ambiental e a área industrial madeireira. Em geral, cada curso de engenharia florestal tende para uma dessas áreas, isso conforme a realidade na qual o curso está inserido.
Durante a formação, há a capacitação profissional para a atuação nas atividades que se referem ao uso sustentável dos recursos florestais (o aproveitamento do que as florestas podem oferecer para um uso em prol da humanidade), bem como a recuperação, manutenção e continuidade do ambiente florestal. Veja que na engenharia florestal é pensada a produção florestal integrada ao ambiente. Contudo é de suma importância saber que a engenharia florestal não forma militantes ambientais, e sim profissionais aptos na aplicação do conhecimento científico e da engenharia nas questões florestais.
Durante a graduação em engenharia florestal, o aluno estuda disciplinas tanto das áreas de ciências exatas, ciências biológicas e ciências humanas, como podemos ver abaixo:
- Exatas: cálculo, estatística, física, química.
- Biológicas:  botânica, entomologia, genética, silvicultura, zoologia, microbiologia, ecologia.
- Humanas: administração, antropologia e sociologia rural, direito ambiental, economia, política e legislação florestal.

### Atribuições no âmbito da Engenharia Florestal

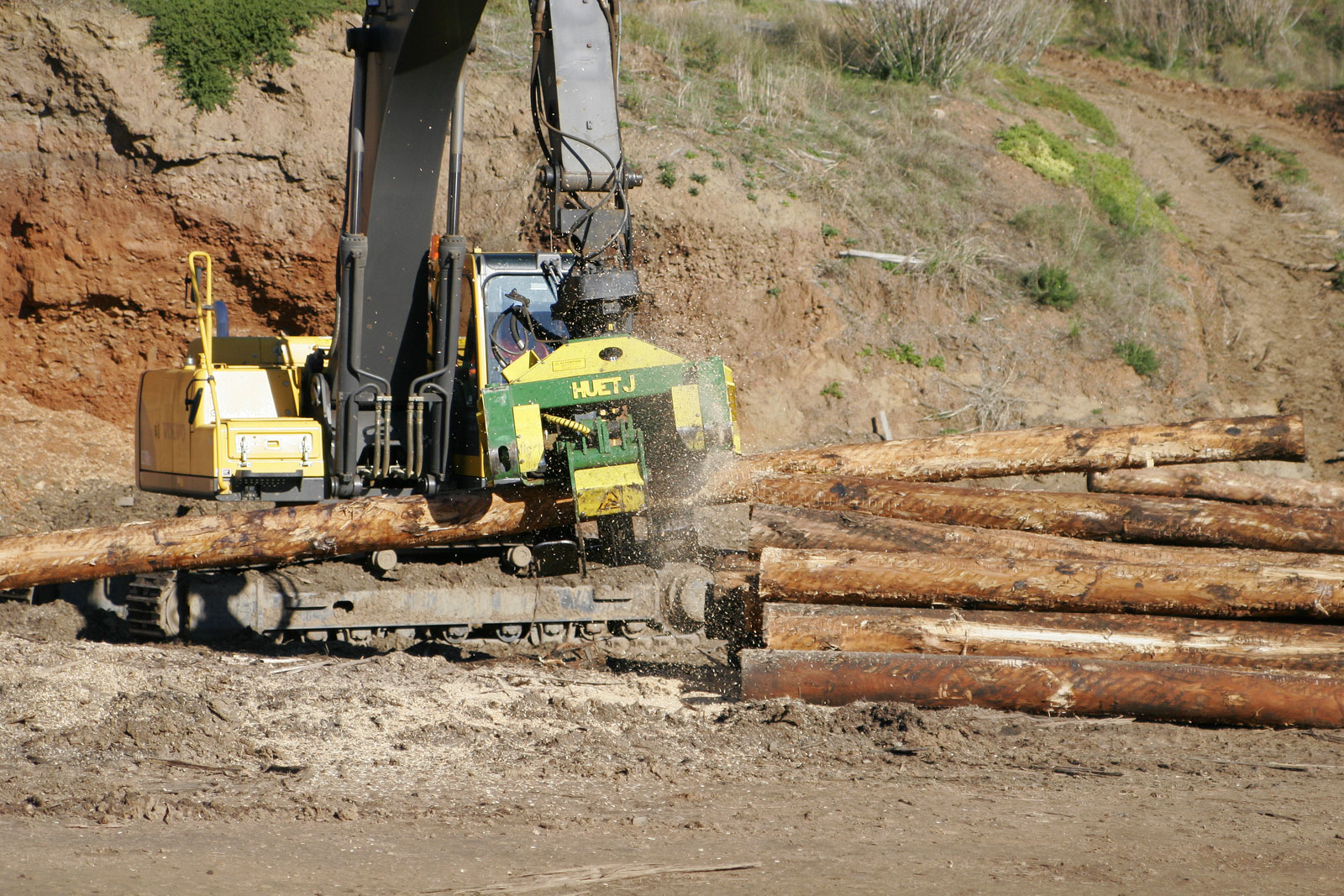
Trator florestal usado durante o processo de colheita.

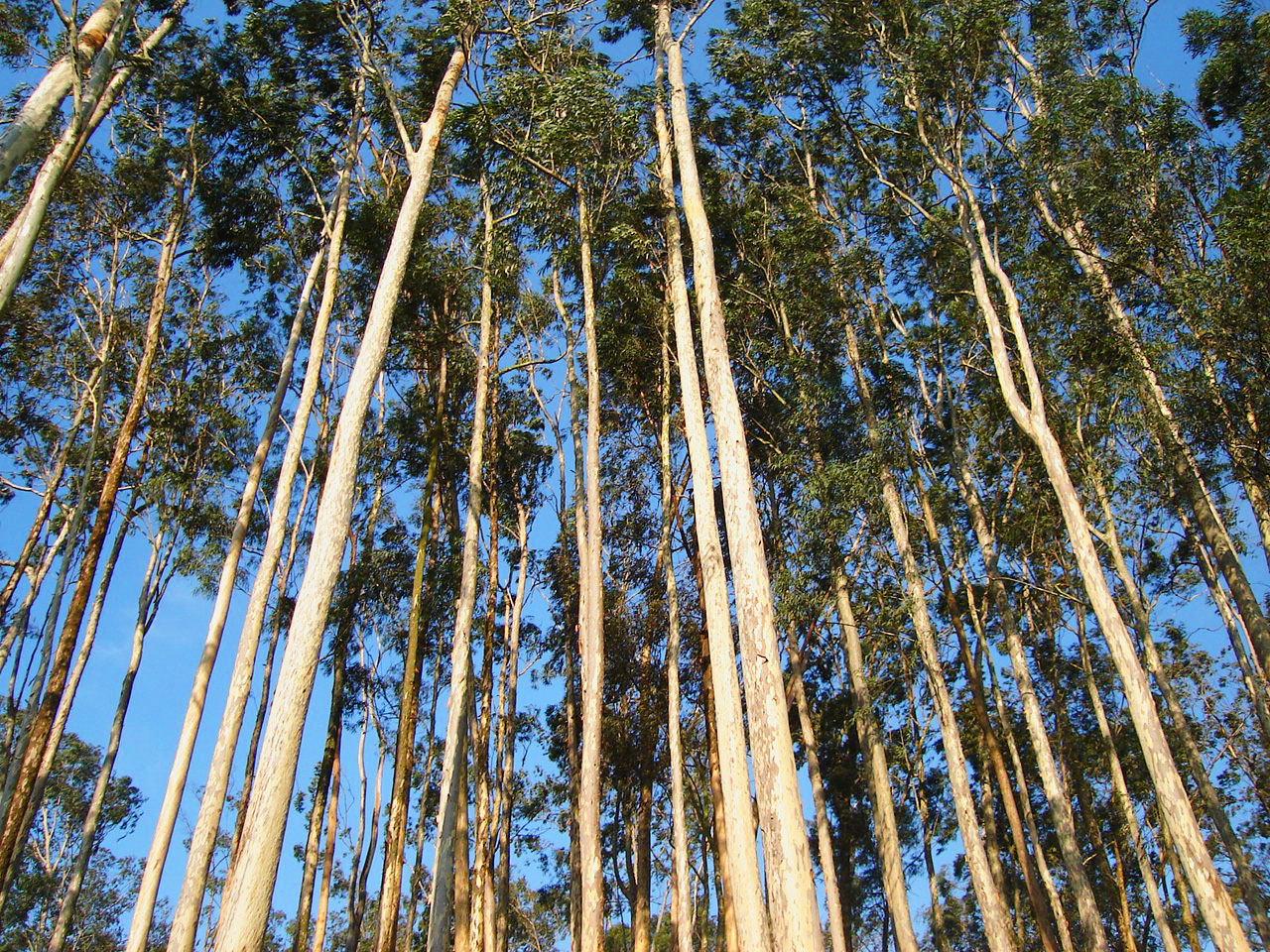
Aspecto de uma cultura florestal de eucalipto.

Segundo o Conselho Federal de Engenharia, Arquitetura e Agronomia (CONFEA), Resolução nº 1.010, Anexo II, de 22 de agosto de 2005.
- Geociências Aplicadas
  - Sistemas, Métodos, Uso e Aplicações da Topografia e da Cartografia. Aerofotogrametria, Sensoriamento remoto, Fotointerpretação, Georreferenciamento. Atividades multidisciplinares referentes a Planejamento Urbano e Regional no âmbito da Engenharia Florestal.
  - Ordenamento Territorial Agrossilvipastoril. Cadastro Técnico de Imóveis Rurais para fins Florestais.
  - Agrometeorologia e Climatologia Agrícola.
- Agrologia, Dasologia e Fitologia
  - Biodiversidade. Ecossistemas das Florestas Nativas, de Biomas, florestamentos e de Reflorestamentos.
  - Edafologia.
  - Silvicultura. Métodos Silviculturais. Crescimento, Manejo e Produção Florestal.
  - Química Agrícola, Fertilizantes, Corretivos e Inoculantes. Nutrição de Essências Vegetais.
  - Fitotecnia. Microbiologia, Fitopatologia, Manejo de Pragas Florestais. Processos de Cultivo, Manejo e Condução de Florestas e de culturas florestais.
  - Dendropatologia e Dendrocirurgia.
- Engenharia e Tecnologia Florestais
  - Tecnologia da Madeira. Estruturas de Madeira.
  - Construções Rurais, Edificações e Instalações para Fins Florestais.
  - Instalações Elétricas em Baixa Tensão para Fins Silviculturais de pequeno porte.
  - Estradas Rurais.
  - Hidráulica Aplicada a Sistemas de Irrigação e Drenagem, Barragens e Obras de Terra.
  - Hidrologia Aplicada ao Manejo Integrado de Bacias Hidrográficas.
  - Recursos Energéticos Florestais. Fontes e Conservação de energia a partir de Recursos Naturais Renováveis e de Resíduos Silviculturais.
  - Máquinas, Equipamentos e Mecanização na Engenharia e na Tecnologia Florestal.
  - Tecnologia de Ambientação e Manejo de Plantas e da Fauna Silvestres.
  - Viveiros para Fins Florestais. Reflorestamento.
  - Formação, Manejo, Proteção, Utilização e Colheita de Florestas.
  - Sistemas e Métodos de Arborização. Arborismo. Fitofisionomia Paisagística Urbana, Rural e Ambiental.
  - Biotecnologia. Engenharia Genética. Melhoramento e Aproveitamento de Produtos Florestais.
  - Silvimetria. Fitometria. Inventário Florestal.
  - Colheita, Estoque e Transporte de Produtos Florestais.
  - Industrialização e Tecnologia da Transformação de Produtos e Subprodutos de Origem Florestal.
  - Produtos Madeiráveis e Não Madeiráveis Oriundos das Florestas e das culturas florestais.
  - Aplicações da Aviação Agrícola.

## Engenharia Florestal em Portugal
José Bonifácio de Andrada e Silva foi o primeiro português (luso-brasileiro) a possuir estudos superiores florestais, obtidos na Alemanha, tendo desempenhado o cargo de intendente geral das Minas e Metais do Reino e sendo, nesse âmbito, responsável pelo ordenamento e gestão dos distritos florestais para abastecimento das minas e metalurgias. Projetou e dirigiu as primeiras ações sistemáticas de fixação e arborização de dunas móveis (na Costa de Lavos) e publicou um estudo fundador de política florestal, a "Memória sobre a Necessidade e Utilidade do Plantio de Novos Bosques em Portugal [...]".
Mais tarde, novos técnicos são formados na Alemanha (Tharandt) e em França (Nancy), desempenhando funções tanto na administração pública florestal (na Administração Geral das Matas do Reino [a partir de 1824], nas circunscrições florestais da Direcção Geral do Comércio e Indústria [a partir de 1852] e nos Serviços Florestais da Direcção Geral da Agricultura [a partir de 1886]), como nas explorações agroflorestais privadas, dominantes em Portugal continental. Destacam-se, entre estes, Adolfo Frederico Möller, Bernardino Barros Gomes, Joaquim Ferreira Borges ou José Lopes Vieira.
Com a formação de mais engenheiros silvicultores a partir da segunda metade do século XIX e com o desenvolvimento de politicas florestais ambiciosas, a área de trabalho da engenharia florestal expande-se a todas as regiões de Portugal continental, ilhas Adjacentes e províncias ultramarinas, sobretudo no âmbito da arborização de serras e dunas, correção torrencial e combate à desertificação, gestão e ordenamento de florestas temperadas e tropicais, conservação da natureza e gestão de áreas protegidas, silvoindústrias, caça e pesca nas águas interiores, defesa contra incêndios, investigação científica, etc.
Os engenheiros silvicultores viriam no século XX a assumir um papel proeminente nas políticas agrárias e ambientais, sendo de destacar nomes como António Mendes de Almeida (especialista em política florestal, professor universitário e dirigente dos Serviços Florestais), Filipe Frazão (especialista em hidráulica florestal e director-geral dos Serviços Florestais e Aquícolas nas décadas de 1940 a 1960), Joaquim Vieira Natividade (notável investigador na área da subericultura e do melhoramento florestal), Carlos Baeta Neves (ecologista, professor universitário e fundador da Liga para a Proteção da Natureza), Manuel Gomes Guerreiro (investigador na área do melhoramento florestal, professor universitário, secretário de Estado do Ambiente e fundador da Universidade do Algarve) ou António Azevedo Gomes (especialista em silvicultura e política florestal, professor universitário, deputado e secretário de Estado das Florestas).

### Atribuições no âmbito da Engenharia Florestal
A partir da década de 1970, com a criação de mais cursos superiores florestais em diversas universidades e institutos politécnicos, em Portugal a "engenharia silvícola" passou a ser preferencialmente referida como "engenharia florestal", existindo na Ordem dos Engenheiros portuguesa um Colégio Florestal, onde se encontram definidos os atos próprios da Engenharia Florestal:
ATOS PRÓPRIOS DA ENGENHARIA FLORESTAL
Áreas e Sectores de Atividade:
1. Espaços florestais
1.1 Planeamento e ordenamento do território (PROT, PDM)*
1.2 Planeamento e ordenamento florestal (PROF)*
2. Produção lenhosa (e de cortiça)
2.1 Inventários florestais**
2.2 Gestão florestal (PGF)**
2.3 Auditorias e certificação da gestão florestal sustentável* 

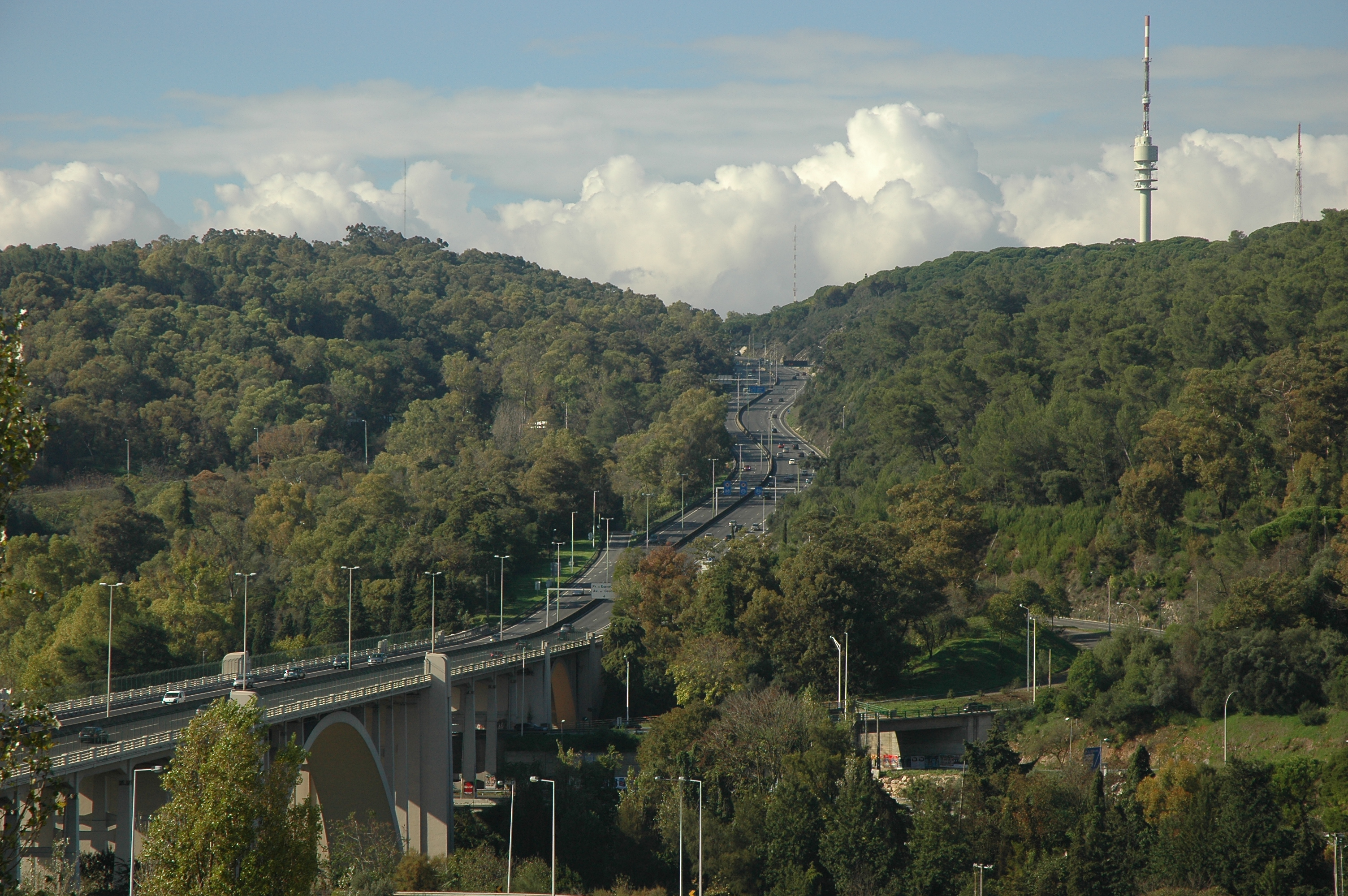
Parque Florestal de Monsanto (Lisboa). Este parque florestal, um dos maiores da Europa, foi primeiramente idealizado em 1867 pelo Eng. Flor. João Maria de Magalhães. A sua plantação foi impulsionada em 1934 pelo Eng. Duarte Pacheco, com projeto geral do Arq. Keil do Amaral e com projeto de arborização do Eng. Silv. Joaquim Rodrigo (sob a orientação do Eng. Silv. Jorge Gomes de Amorim), que dirigiu os trabalhos de florestação e gestão florestal nas primeiras décadas.

2.4 Instalação e gestão de espaços florestais (incluindo urbanos)*
2.5 Exploração* e mecanização florestal
2.6 Melhoramento florestal
2.7 Avaliações florestais periciais e inspeções de projetos florestais*
3. Estruturas fundiárias e Infra-estruturas florestais
3.1 Levantamentos da propriedade florestal
3.2 Avaliações patrimoniais de âmbito florestal*
3.3 Infra-estruturas e obras de arte florestais (caminhos, pequenas barragens)
3.4 Obras de defesa e conservação do solo, ações de correção torrencial
3.5 Construções e estruturas de apoio às atividades florestais
4. Transporte e transformação de produtos florestais
4.1 Planeamento do abastecimento às industrias de produtos florestais
4.2 Preparação, preservação e secagem de produtos florestais
4.3 Transformação florestal primária de produtos florestais
4.4 Transformação energética de produtos lenhosos 
4.5 Certificação da cadeia de responsabilidade**
5. Cinegética
5.1 Ordenamento e exploração cinegética (POEC)*
5.2 Gestão de zonas de caça
6. Pesca em Águas Interiores
6.1 Planeamento e gestão da pesca nas águas interiores* 
6.2 Obras de hidráulica associadas aos recursos aquícolas
7. Outras Produções Não-Lenhosas
7.1 Gestão da produção de frutos, pastagem, mel, cogumelos, aromáticas e outras produções não-lenhosas associadas aos espaços florestais
8. Valorização Ambiental
8.1 Proteção e preservação da paisagem rural e da diversidade biológica em ecossistemas florestais
8.2 Gestão de bacias hidrográficas
8.3 Medidas de combate à desertificação
8.4 Gestão de áreas classificadas com espaços florestais dominantes
8.5 Recuperação de áreas e espaços florestais degradados
8.6 Estudos de impacte ambiental nos espaços florestais
9. Risco de Incêndio
9.1 Planos de defesa da floresta contra incêndios (Municipais e Distritais)**
9.2 Planos de emergência de proteção civil (Municipais e Distritais)
9.3 Avaliação de riscos, perdas e danos em seguros de incêndios florestais*

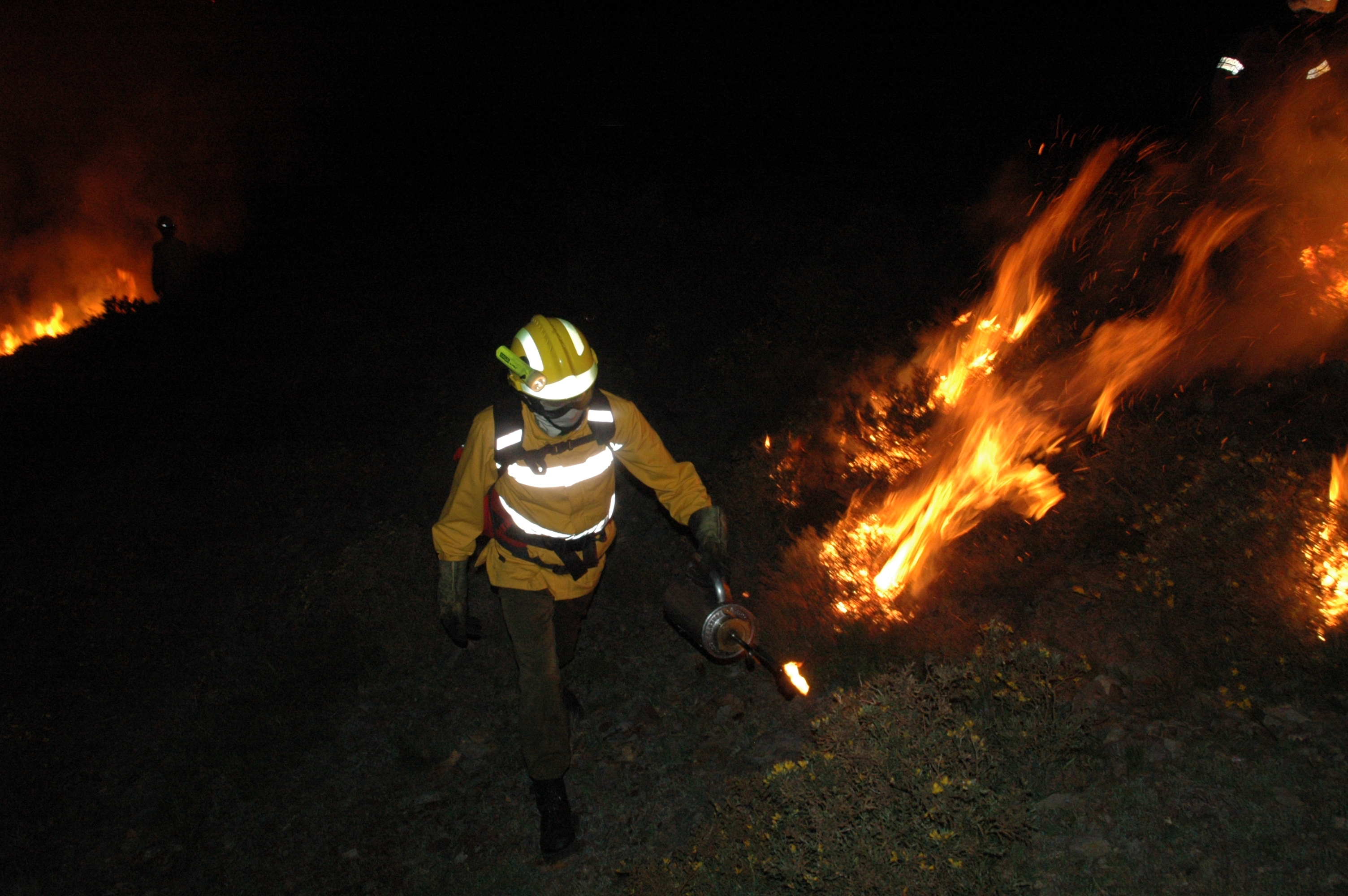
Engenheiro florestal conduzindo uma ação de fogo controlado, no Perímetro Florestal de Alge e Penela (Coimbra). Os engenheiros florestais são técnicos superiores especialmente habilitados a planear e executar ações de defesa da floresta contra incêndios, incluindo o uso de fogo técnico (fogo controlado, contra-fogo, etc.)

9.4 Gestão e uso do fogo (Especialização)**
10. Risco de Pragas e Doenças
10.1 Planeamento e controlo de agentes bióticos nocivos às florestas*
10.2 Inspeção fitossanitária (Especialização)**
11. Formação profissional e científica na área florestal*
12. Divulgação e comunicação florestal
* Sectores de atividade cujos atos exigem a participação de Engenheiro Florestal
** Sectores de atividade cujos atos exigem a responsabilidade de um Engenheiro Florestal

### Instituições de ensino superior portuguesas que oferecem cursos na área da Engenharia Florestal
Segundo a Direção-Geral do Ensino Superior, hoje em dia existem os seguintes cursos superiores de engenharia florestal, 
- Licenciatura (1.º ciclo) + Mestrado (2.º ciclo) em Engenharia Florestal e dos Recursos Naturais, do Instituto Superior de Agronomia da Universidade de Lisboa;
- Licenciatura (1.º ciclo) + Mestrado (2.º ciclo) em Engenharia Florestal, da Universidade de Trás-os-Montes e Alto Douro (Escola de Ciências Agrárias e Veterinárias);
- Mestrado em (2.º ciclo) em Engenharia Florestal (Sistemas Mediterrânicos), da Universidade de Évora (Escola de Ciências e Tecnologia);
- Licenciatura (1.º ciclo) em Ciências Florestais e Recursos Naturais + Mestrado (2.º ciclo) em Recursos Florestais, da Escola Superior Agrária do Instituto Politécnico de Coimbra;
- Licenciatura (1.º ciclo) em Engenharia Florestal + Mestrado (2.º ciclo) em Gestão de Recursos Florestais, da Escola Superior Agrária do Instituto Politécnico de Bragança.